# 1822.
◄ | 18. stoljeće | 19. stoljeće | 20. stoljeće | ►
◄ | 1790-ih | 1800-ih | 1810-ih | 1820-ih | 1830-ih | 1840-ih | 1850-ih | ►
◄◄ | ◄ | 1819. | 1820. | 1821. | 1822. | 1823. | 1824. | 1825. | ► | ►►
Arhitektura • Astronomija • Biologija • Glazba • Kazalište • Kemija • Kiparstvo • Knjige • Književnost • Kršćanstvo • Meteorologija • Medicina • Politika • Pravo • Promet • Slikarstvo • Šport • Znanost

## Događaji
- 3. svibnja – Paulina Jaricot utemeljuje u Lyonu Djelo za širenje vjere.
- 7. rujna – Dom Pedro Brazilski proglašava brazilsku neovisnost.

## Rođenja
- 6. siječnja – Heinrich Schliemann, njemački istraživač († 1890.)
- 19. veljače – Antonio Bajamonti, splitski gradonačenik i liječnik († 1891.)
- 8. ožujka – Ignacy Łukasiewicz, poljski izumitelj († 1882.)
- 27. travnja – Ulysses S. Grant, američki vojskovođa, političar i predsjednik SAD-a († 1885.)
- 20. svibnja – Frédéric Passy, francuski humanist († 1912.)
- 24. svibnja – Šime Ljubić, hrvatski arheolog, povjesničar i biograf († 1896.)
- 26. svibnja – Edmond Goncourt, francuski književnik († 1896.)
- 24. srpnja – Dinko Vitezić, narodni preporoditelj i političar († 1904.)
- 4. listopada – Rutherford B. Hayes, 19. predsjednik SAD-a († 1893.)
- 27. prosinca – Louis Pasteur, francuski kemičar i biolog († 1895.)

## Smrti
- 23. prosinca – Sveti Antun od svete Ane Galvão, brazilski svetac (* 1739.)

## Vanjske poveznice
|  | Zajednički poslužitelj ima još gradiva o temi 1822. |